# Ráquira
Ráquira è un comune della Colombia facente parte del dipartimento di Boyacá.
Il centro abitato venne fondato da Francisco de Orejuela nel 1580.